# Ruard Ganzevoort
Reinder Ruard Ganzevoort (Haarlem, 14 februari 1965) is een Nederlands hoogleraar praktische theologie aan de Vrije Universiteit Amsterdam. Van 2011 tot 2023 was hij tevens Eerste Kamerlid voor GroenLinks.

## Levensloop
Ganzevoort ging tot 1982 naar het vwo op het Christelijk Lyceum "Oude Hoven" te Gorinchem. Van 1982 tot 1987 studeerde hij theologie aan de Rijksuniversiteit Utrecht met als specialisatie pastorale psychologie. Op 15 september 1994 promoveerde hij op Rijksuniversiteit Utrecht de in de theologie op zijn proefschrift Een cruciaal moment: functie en verandering van geloof in een crisis.
Ganzevoort was eerder lector theologie en levensbeschouwing aan de Christelijke Hogeschool Windesheim te Zwolle. Hij was tevens president van de internationale academie voor praktische theologie. Daarnaast is hij politicus geworden.
Aanvankelijk was hij verbonden aan de gereformeerde Theologische Universiteit Kampen en werkte tevens tien jaar lang als predikant voor de Nederlands Gereformeerde Kerken. Toen hij al aan de universiteit werkte, had hij in 2001 zijn coming-out als homoseksueel en scheidde van zijn vrouw. Later kreeg hij een relatie met een man. Dat was voor zijn kerkgemeenschap de reden om hem in het jaar 2006 de — normaal levenslange — titel van predikant te ontzeggen.
Binnen GroenLinks werd Ganzevoort in 2009 voorzitter van De Linker Wang, een platform voor geloof en politiek. Van 2010 tot 2011 was hij lid van de partijraad van GroenLinks. Ganzevoort stond in 2010 op de achttiende plaats van kandidatenlijst van GroenLinks voor de Tweede Kamerverkiezingen, maar werd niet verkozen. Van 7 juni 2011 tot en met 12 juni 2023 was hij voor GroenLinks lid van de Eerste Kamer.
Als lid van de Eerste Kamer weigerde Ganzevoort op 30 april 2013 bij de inhuldigingsplechtigheid van koning Willem-Alexander de eed of belofte van trouw aan de nieuwe koning af te leggen.
Als lid van de GroenLinks-fractie in de eerste kamer stemde hij als enige tegen het wetsvoorstel voor invoering van een geen-bezwaarsysteem voor orgaandonatie.
Daarnaast was hij hotelier: hij runde met zijn in 2016 overleden partner Marc Krebbers het hotel De Admiraal in het centrum van Utrecht. Hij was bestuurder in wetenschap, zorg en welzijn. Hij heeft onderzoek gedaan naar seksueel misbruik binnen de kerk en becommentarieerde de berichten die er met name in 2010 over naar buiten kwamen.
Sinds 1 februari 2005 is Ganzevoort hoogleraar praktische theologie aan de Vrije Universiteit Amsterdam. Sinds 1 januari 2014 is hij organisatieadviseur van zijn eigen organisatieadviesbureau. Daarnaast is hij sinds 1 januari 2014 lid van de Raad van Toezicht van KRO-NCRV. Sinds 1 januari 2017 is hij decaan van de faculteit Faculteit Religie en Theologie van de Vrije Universiteit Amsterdam. Sinds 1 september 2019 is hij voorzitter van het Disciplineorgaan Godgeleerdheid van de VSNU.

## Privéleven
Ganzevoort is getrouwd geweest met een vrouw. Uit dit huwelijk werden zes kinderen geboren, allen zonen. Van de zonen is er een overleden. Ruard Ganzevoort is actief in de homo-emancipatie.

## Publicaties
- 1989: Levensverhalen: een verkenning in hermeneutisch crisispastoraat. `s Gravenhage: Voorhoeve.
- 1990: Mag ik er zijn? Over genade en veroordeling. Kampen: Kok-Voorhoeve (tweede druk 1997).
- 1994: Een cruciaal moment: functie en verandering van geloof in een crisis. Zoetermeer: Boekencentrum.
- 1996: Omgaan met verlies: pastorale vragen rond crisis en geloof. Kampen: Kok-Voorhoeve (tweede druk 2000).
- 1997: De rol van het bidden. Zoetermeer: Boekencentrum.
- 1998: (red.) De praxis als verhaal: narrativiteit en praktische theologie. Kampen: Kok.
- 2000: (met Alexander L. Veerman) Geschonden lichaam: pastorale gids voor gemeenten die geconfronteerd worden met seksueel geweld. Zoetermeer: Boekencentrum.
- 2001: Reconstructies: praktisch-theologisch onderzoek naar de verhalen van mannen over seksueel geweld en geloof. Kampen: Kok.
- 2002: (met F. de Lange, J.B.G. Jonkers & L.A. Werkman) Profeten van de ronde tafel: een onderzoek naar de kerk als morele gemeenschap. Kampen: Kok.
- 2003: (red. met S. Fazakas) Amt und Professionalität. Papers of a Working Conference. Debrecen: DRHE / Kampen: THUK.
- 2004: (red. met S. Fazakas) Teaching Theology. Kampen: THUK / Debrecen: DRHE.
- 2004: (red. met H.K. Heyen) Weal and Woe: Practical Theological explorations of salvation and evil in biography. Münster: Lit.
- 2006: De hand van God en andere verhalen: over veelkleurige vroomheid en botsende beelden. Zoetermeer: Meinema.
- 2007: (met Jan Visser) Zorg voor het verhaal : achtergrond, methode en inhoud van pastorale begeleiding. Zoetermeer: Meinema.
- 2010: (met Erik Olsman & Mark van der Laan) Adam en Evert : de spanning tussen kerk en homoseksualiteit
- 2013: Spelen met heilig vuur: waarom de theologie haar claim op de waarheid moet opgeven. Utrecht: Ten Have.

- Bibliothèque nationale de France: cb16693658k (data)
- Gemeinsame Normdatei: 129668532
- International Standard Name Identifier: 0000 0000 5544 227X
- Library of Congress Control Number: n95101718
- NARCIS: PRS1264834
- Nationale Bibliotheek van Israël: 987007334747605171
- Nederlandse Thesaurus van Auteursnamen: 074129325
- ORCID: 0000-0003-3395-1497
- Parlement.com: vimo2w5t1wzi
- Réseau des bibliothèques de Suisse occidentale: 02-A023980831
- Système universitaire de documentation: 187467250
- Virtual International Authority File: 42924003
- WorldCat: E39PBJyGYHXp4m36rxjb6k4Xh3